# 김태술
김태술(金泰術, 1984년 8월 13일 ~ )은 대한민국의 전 농구 선수이며, 전 한국프로농구 고양 소노 스카이거너스 감독이다. 동아고등학교와 연세대학교를 졸업 후 2007년 서울 SK 나이츠에 입단하였고 2008년 안양 KT&G 카이츠로 트레이드된 후 바로 군에 입대하였다. 2011~2012 시즌에 복귀하여 안양 KGC인삼공사를 팀 창단 첫 우승으로 이끌었다. 2014년 FA 자격으로 전주 KCC 이지스로 이적하였다. 2016년 6월 서울 삼성 썬더스로 트레이드 되었다.
2021년 5월 경기를 마지막으로 원주 DB 프로미선수 생활을 은퇴하였다.
2025년 6월 21일 배우 박하나와 결혼식을 올렸다.

## 출신 학교
- 해운대초등학교
- 동아중학교
- 동아고등학교
- 연세대학교

## 경력

### 클럽
- 2007년 ~ 2009년 서울 SK 나이츠
- 2011년 ~ 2014년 안양 KGC인삼공사
- 2014년 ~ 2016년 전주 KCC 이지스
- 2016년 ~ 2019년 서울 삼성 썬더스
- 2019년 ~ 2021년 원주 DB 프로미

### 국가대표
- 2006년 월드 바스켓볼 챌린지
- 2006년 아시안 게임 농구 남자
- 2008년 하계 올림픽 농구 남자 예선
- 2014년 아시안 게임 농구 남자

### 지도자
- 2023년 ~ 2024년 연세대학교 코치
- 2024년 ~ 2025년 고양 소노 스카이거너스 감독

## 예능 프로그램
- 2021년 JTBC 《뭉쳐야 찬다 시즌2》 - 고정 출연
- 2022년 MBC  《미스터리 음악쇼 복면가왕》 - 연예인 판정단
- 2022년 MBC 에브리원 《대한외국인》